# حسن بعيتي
حسن بعيتي، كاتب ومؤلف سوري ولد في حمص عام 1974. حاز على إجازة في علوم اللغة العربية وآدابها من كلية الآداب، لقب أمير الشعراء في الموسم الثالث من المسابقة التي تنظمها هيئة الثقافة والتراث بإمارة أبو ظبي.

## السيرة الذاتية
ولد الكاتب والمؤلف السوري حسن بعيتي في حمص عام 1974. حاز على إجازة في علوم اللغة العربية وآدابها من كلية الآداب بحمص عام 2003. فاز بعدة جوائز في الشعر على مستوى الوطن العربي أهمها: لقب أمير الشعراء في الموسم الثالث من المسابقة التي تنظمها هيئة الثقافة والتراث بإمارة أبو ظبي، والتي تقدم لها أكثر من 7500 شاعر من مختلف الأقطار العربية وعلى مستوى العالم العربي. حصل على جائزة الشارقة للإبداع العربي للدورتها العاشرة في المركز الثاني عام 2007 وعنها صدرت مجموعته الشعرية الأولى «قطرات». حصل على جائزة كتارا للرواية العربية غير المنشورة 2018
عن رواية وجوه مؤقتة. من الإصدارات أيضا: المجموعة الشعرية الثانية ” كلما كذب السراب” 2010، عن أكاديمية الشعر في أبوظبي، ثم المجموعة الشعرية الثالثة «صدق خيالك» عن أكاديمية الشعر بإمارة أبو ظبي أيضا عام 2014 وقيد الطبع حاليا مجموعة جديدة يتم العمل عليها قد يكون عنوانها «ما يجرحُ الماء». شارك بالعديد من المهرجانات الثقافية في الأقطار العربية مثل مهرجان الشارقة للشعر العربي 2019 والأيام الثقافية السورية ضمن احتفالية الدوحة عاصمة الثقافة العربية 2010 في مهرجان موريتانيا الشعري في العاصمة نواكشوط 2010 ومهرجان إربد الشعري بالأردن وعكاظية الجزائر للشعر العربي 2010 مهرجان بابل للثقافات في العراق.

## أعمال الكاتب[4]
- كلما كذب السراب، أكاديمية الشعر، 2010.[5]
- قطرات.
- كلما كذب السراب- شعر 2010.
- صدق خيالك- شعر، 2014.
- ما يجرحُ الماء- شعر،2017.
- وجوه مؤقتة - رواية، 2019.
- لا أدّعي عِطراً- شعر، 2021